# 知寄町二丁目停留場
知寄町二丁目停留場（ちよりちょうにちょうめていりゅうじょう）は、高知県高知市知寄町二丁目にあるとさでん交通後免線の路面電車停留場。
かつては新地線が分岐する停留場だった。

## 歴史
知寄町二丁目停留場は1909年（明治42年）、とさでん交通の前身土佐電気鉄道によって後免線の下知停留場から葛島橋西詰停留場までの区間が開通したのに合わせて新地通停留場（しんちどおりていりゅうじょう）の名で開業した。停留場名は1936年（昭和11年）に海岸通停留場（かいがんどおりていりゅうじょう）、その2年後に若松町通停留場（わかまつちょうどおりていりゅうじょう）と相次いで改称し、1957年（昭和32年）より知寄町二丁目と称するようになった。
停留場が開業した2年後の1911年（明治44年）には、当停留場から南へ分岐し堀川の河畔へ至る路線、新地線が開通している。新地線は当停留場の次が終点の新地停留場（のちに海岸通終点→若松町と改称）という総延長0.5 kmの短い路線。その短さもあって太平洋戦争下の1944年（昭和19年）に休止され、そのまま1954年（昭和29年）に廃止が届け出られた。

### 年表
- 1909年（明治42年）10月30日：新地通停留場として開業[1]。
- 1911年（明治44年）8月22日：新地線が新地通 - 新地間で開通[1][2]。
- 1929年（昭和4年）8月30日：若松町車両工場を新設[1]。
- 1936年（昭和11年）7月27日：海岸通停留場に改称[1]。同時に新地停留場は海岸通終点停留場に改称[2]。
- 1938年（昭和13年）2月1日：若松町通停留場に改称[1]。同時に海岸通終点停留場は若松町停留場に改称[2]。
- 1944年（昭和19年）7月15日：新地線が節電のため休止[1][2]。
- 1954年（昭和29年）7月19日：新地線が廃止[1][2]。
- 1957年（昭和32年）1月8日：知寄町二丁目停留場に改称[1]。
- 1962年（昭和37年）8月24日：東雲町車両工場が完成し、若松町車両工場は廃止[1]。
- 2014年（平成26年）10月1日：土佐電気鉄道が高知県交通・土佐電ドリームサービスと経営統合し、とさでん交通が発足[4]。とさでん交通の停留場となる。

## 停留場構造
知寄町二丁目停留場は後免線の併用軌道区間にあり、ホームは道路上に設けられる。ホームは2面あり、東西方向に伸びる2本の線路を挟み込むように配置されるが、互いのホームは斜向かいにずれて位置している。東にあるのが後免町方面行き、西にあるのがはりまや橋方面行きのホーム。
新地線が分岐していたころは待合所があり、2階には乗務員の詰所を備えていた。また1929年（昭和4年）には停留場の南側に若松町車両工場が新設され、車体更新や自社製車両（200形・600形など）の製造を行っていた。この車両工場は1962年（昭和37年）、知寄町の車庫北側に東雲町車両工場が完成したのに伴い廃止されている。

## 停留場周辺
- ちより街テラス
  - 高知銀行ちより街支店
  - ベスト電器高知本店
  - ブルーチップ高知営業部
- 国道32号

## 路線バス
空港行・一般路線バスの「知寄町二丁目」バス停と、高速バス「知寄町」バス停のうちよさこい号（大阪発）の降り場が併設されている（高速バス「知寄町」バス停のよさこい号の乗り場は隣の一般路線バスの「知寄町」バス停の位置）。

### 空港行・一般路線バス
バス停名は「知寄町二丁目」。
| 系統 | 主要経由地                                                 | 行先             | 運行会社     | 備考       |
| ---- | ---------------------------------------------------------- | ---------------- | ------------ | ---------- |
|      | 高知東部自動車道                                           | 高知龍馬空港     | とさでん交通 |            |
| L1   | 南国バイパス、JA高知病院、後免町                           | 安芸駅           | とさでん交通 |            |
| K2   | 介良通、中野団地、潮見台ターミナル                         | 潮見台三丁目     | とさでん交通 | 土休日運休 |
| K3   | 南国バイパス、中野団地                                     | 潮見台ターミナル | とさでん交通 |            |
| K4   | 南国バイパス、中野団地、潮見台ターミナル                   | 潮見台三丁目     | とさでん交通 |            |
| K5   | 南国バイパス、中野団地、潮見台ターミナル、後免駅前         | 高知工科大学     | とさでん交通 |            |
| K6   | 南国バイパス、中野団地、後免駅前、高知工科大学             | 龍河洞           | とさでん交通 |            |
| J1   | 県立美術館通、高知医療センター、高知県立大学、望海ケ丘     | 種崎             | とさでん交通 |            |
| J2   | 県立美術館通、高知医療センター、高知県立大学、十市バイパス | 後免町           | とさでん交通 |            |
| H1   | （県立美術館前）、大津バイパス                             | 医大病院         | とさでん交通 |            |
| N1   | 絶海、十市パークタウン                                     | 前浜車庫         | とさでん交通 |            |
| P1   | 中央市場前、十津                                           | 十津団地         | とさでん交通 |            |
| P2   | 中央市場前、十津                                           | 種崎             | とさでん交通 |            |
| T1   | はりまや橋                                                 | 桟橋車庫         | とさでん交通 |            |
| C1   | はりまや橋                                                 | 県庁前           | とさでん交通 |            |
| D1   | はりまや橋、愛宕町二丁目                                   | イオンモール高知 | とさでん交通 |            |
| D6   | はりまや橋、愛宕小橋                                       | みづき坂中央     | とさでん交通 |            |
| G1   | はりまや橋                                                 | 高知駅           | とさでん交通 |            |

## 隣の停留場
とさでん交通
後免線
知寄町停留場 - 知寄町二丁目停留場 - 知寄町一丁目停留場

### かつて存在した路線
土佐電気鉄道
新地線
若松町通停留場 - 若松町停留場